# Trận San Marino
| [Bản đồ tương tác toàn màn hình] |                                                               |
|                                  | Biểu đồ hiện đang tạm thời không khả dụng do vấn đề kĩ thuật. |

Trận San Marino là một trận đánh diễn ra vào ngày 17–20 tháng 9 năm 1944 trong Chiến dịch nước Ý của chiến tranh thế giới thứ hai, khi quân đội Đức Quốc xã chiếm đóng nước Cộng hoà trung lập San Marino rồi sau đó đã bị quân Đồng Minh tấn công. Nó còn được biết đến với tên gọi trận Monte Pulitoa.
San Marino đã tuyên bố trung lập trước đó trong chiến tranh và nhìn chung vẫn chưa bị ảnh hưởng bởi các sự kiện ở châu Âu cho đến năm 1944, khi quân Đồng Minh đã tiến một khoảng cách khá lớn lên bán đảo Ý. Vị trí phòng thủ quan trọng của Đức là Phòng tuyến Gothic chạy ngang qua bán đảo một khoảng cách ngắn ở phía nam biên giới San Marino, và vào cuối tháng 6, cả nước đã bị Không quân Hoàng gia Anh ném bom làm thiệt mạng 35 người, vì tin tưởng rằng quân đội Đức đã chiếm các vị trí trên lãnh thổ nước này. Trong Chiến dịch Olive được phát động vào cuối tháng 8, một lực lượng của quân Đồng Minh đã tấn công dữ dội ở cuối phía đông của tuyến phòng thủ, nhằm vượt qua Rimini–ngay phía đông của San Marino và mở ra cửa ngõ vùng đồng bằng phía bắc của thành phố. Trong khi San Marino ở phía tây nam Rimini thì kế hoạch dành cho nó đã bị bỏ qua hoàn toàn. Để đối phó với động thái của quân Đồng Minh, người Đức đã gửi một lực lượng nhỏ tiến vào San Marino để bảo vệ tuyến liên lạc của họ và hoạt động như các nhà quan sát pháo binh.
Sau một vài ngày, sự đột phá chính của cuộc tấn công đã phải tạm dừng ở phía nam Rimini do quân Đức kháng cự mãnh liệt và thời tiết khắc nghiệt, thêm vào đó cánh trái của liên quân Anh-Ấn đã bắt đầu bị đẩy lùi về phía tây, lấy tiền tuyến về phía San Marino. Ngày 17 tháng 9 Sư đoàn Ấn Độ số 4 đã tấn công lực lượng của Sư đoàn Bộ binh 278 của Đức đang nắm giữ hai ngọn đồi ngay bên kia biên giới San Marino; sau trận giao tranh ác liệt nhằm giành quyền kiểm soát những ngọn đồi, tình hình dần ổn định vào ngày 19, và quân Đồng Minh bắt đầu đánh thúc vào chính thành phố San Marino. Thành phố bị chiếm vào chiều ngày 20 tháng 9 và Sư đoàn Ấn Độ số 4 đã rời khỏi vùng này vào ngày 21, trao nó lại dưới sự kiểm soát của lực lượng tự vệ địa phương.

## Bối cảnh

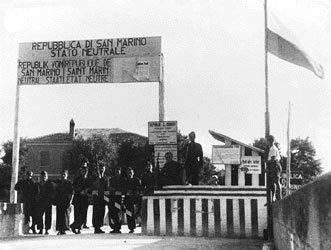
Băng rôn trung lập tại tuyến biên giới San Marino

Quốc gia nhỏ bé San Marino nằm ở phía bắc bán đảo Ý và được bao bọc hoàn toàn trong lãnh thổ nước Ý, đã đóng vai trò nhỏ trong suốt chiến tranh thế giới thứ hai. Nó có một chính phủ phát xít, kết hợp chặt chẽ với chế độ của Benito Mussolini, nhưng vẫn trung lập. San Marino được báo cáo là có tuyên chiến chống lại Vương quốc Anh vào tháng 9 năm 1940, mặc dù chính phủ San Marino sau này đã truyền một thông điệp tới chính phủ Anh nói rằng họ không làm việc đó. Đầu năm 1942, chính phủ San Marino khẳng định họ không có chiến tranh với Mỹ, một vị trí đã được xác nhận bởi Bộ Ngoại giao Mỹ. Cơ quan Đối ngoại Anh đã lưu ý một cách lập lờ hơn vào năm 1944 rằng nước Anh chưa bao giờ tuyên chiến, nhưng cũng chưa bao giờ chính thức công nhận tính trung lập của San Marino, và họ cảm thấy rằng hành động quân sự trên lãnh thổ San Marino sẽ được biện minh nếu lực lượng Phát xít sử dụng nước này làm căn cứ quân sự.
Đất nước này đã bị quân Đồng Minh ném bom vào ngày 27 tháng 6 năm 1944, giết chết ít nhất 35 người. Chính phủ San Marino tuyên bố cùng ngày rằng chẳng có căn cứ quân sự hoặc các thiết bị nào đặt trên lãnh thổ của mình, và không một lực lượng hiếu chiến nào được phép bước chân vào đây. Vào đầu tháng 7, San Marino đã thông báo rằng những dấu hiệu nổi bật được Bộ Tư lệnh quân đội Đức đặt tại các cửa khẩu biên giới là dùng để hướng dẫn các đơn vị Đức không xâm nhập vào lãnh thổ này, và một lần nữa khẳng định tính trung lập hoàn toàn của nó.

## Mở đầu

### Cuộc tấn công phòng tuyến Gothic
Vào cuối mùa hè năm 1944, quân Đức ở Ý đã rút lui về phía phòng tuyến Gothic, một loạt vị trí bảo vệ kéo dài trên bán đảo Ý. Quân Đồng Minh đã đưa ra một kế hoạch để phá vỡ tuyến phòng thủ này, nhằm tràn về phía bắc Rimini và vùng đồng bằng bắc Ý. Điều này có liên quan đến một cuộc tấn công mạnh lên bờ biển phía đông của Tập đoàn quân số 8 nước Anh với mật danh Chiến dịch Olive; 11 sư đoàn sẽ tấn công cùng một mặt trận hẹp, hội tụ tại "Đèo Rimini", một dải đồng bằng rộng 8 mi (13 km) dọc theo bờ biển xung quanh thành phố, và sau đó di chuyển lên phía Bắc. Sau khi vượt qua ngọn đèo, lực lượng sẽ triển khai ra bên ngoài vào đồng bằng Romagna và di chuyển sang phía tây tới Bologna. Trong khi đó, Tập đoàn quân số 5 của Mỹ sẽ mở rộng về phía bắc dọc theo trung tâm của bán đảo, hy vọng hội tụ tại Bologna và nhử một lực lượng lớn của quân Đức vào thế gọng kìm.

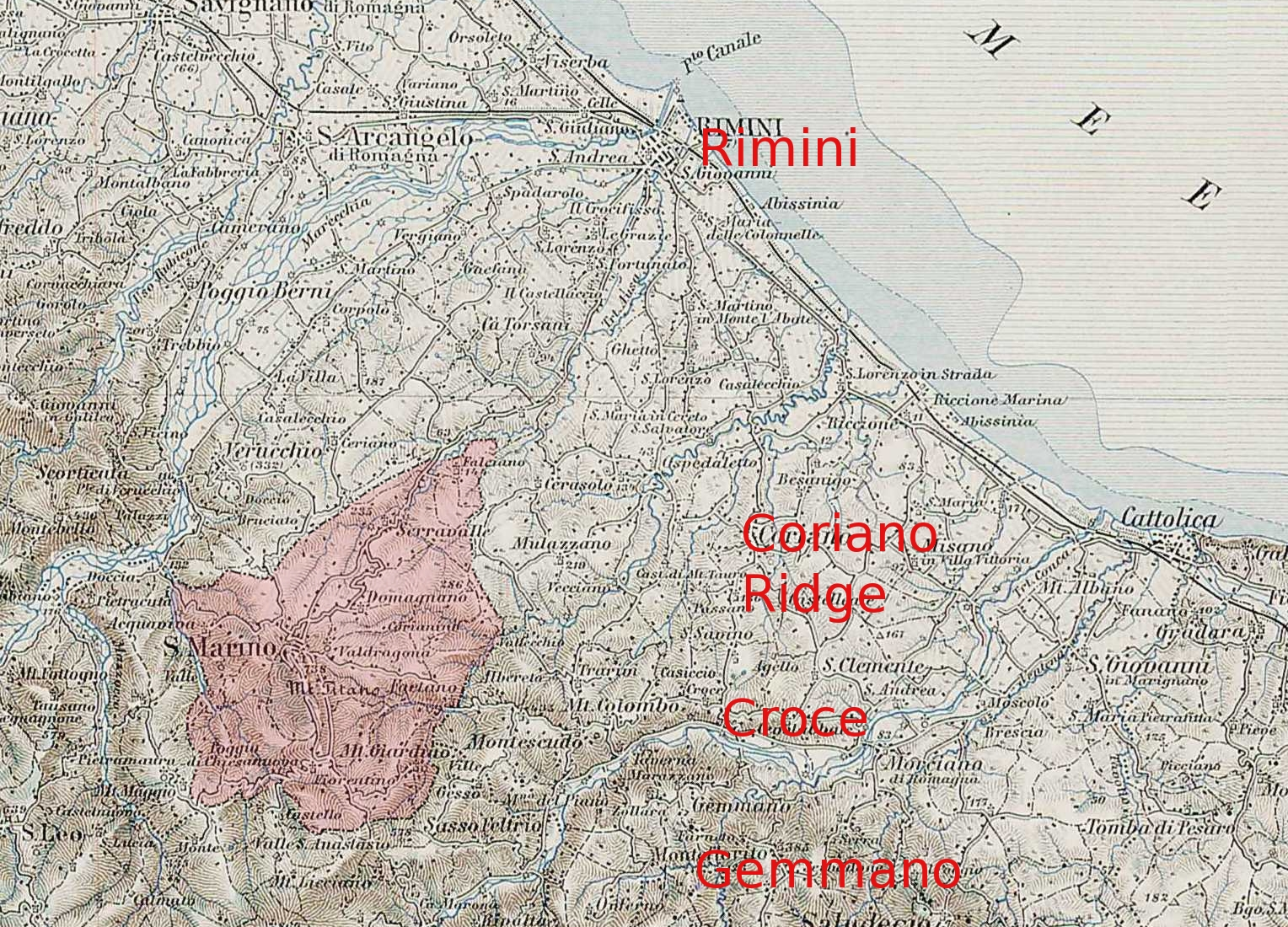
San Marino tô màu đỏ, với các địa điểm quan trọng gần đó được đánh dấu

Cuộc tấn công chính của Đồng Minh được bắt đầu vào ngày 25 tháng 8, tới tận Thung lũng Foglia—ngay chỗ phòng tuyến Gothic—vào ngày 29 tháng 8. Tuy vậy nó đã mau chóng tan vỡ khiến Bộ tư lệnh quân đội Đức cố gắng tập hợp một tuyến phòng thủ thứ hai trên sườn núi Coriano, một đỉnh đồi ở phía bắc sông Conca, và là trở ngại địa lý lớn cuối cùng phía nam của Rimini. Quân Đồng Minh tấn công tới tận con sông vào ngày 3 tháng 9 nhưng bộ binh phải dừng hẳn lại do xe tăng gặp trục trặc giữa đường, quân Đức nhân cơ hội này đã tăng cường sức đề kháng và trời lại đổ mưa to. Quân Đồng Minh tạm dừng tiến công và điều viện binh tới trong khi chờ đợi một cơ hội để tiếp tục các cuộc tấn công dọc theo bờ biển. Bên cánh trái quân Đồng Minh, cuộc tấn công đã phải hoãn lại trong trận Gemmano ở phía nam sông Conca.
Tại thời điểm này, các lực lượng bên cánh trái của Đồng Minh đã phải căng ra theo một phòng tuyến chạy đến phía nam từ sườn núi Coriano, hướng về phía Tây đến chỗ San Marino, một vài dặm xa xôi. Sư đoàn 56 đối diện với Croce, cùng Sư đoàn 46 đối diện với vị trí được bố phòng nghiêm ngặt ở Gemmano. Sư đoàn Ấn Độ số 4 ở phía nam Sư đoàn 46, hình thành ngay cánh trái của cuộc tấn công. Ngay khi cuộc đột kích vào Coriano được tiếp tục vào ngày 12, dẫn đầu bởi hai sư đoàn thiết giáp với sự yểm trợ của pháo binh hạng nặng, đã tràn về phía tây; Mục tiêu của họ là phải vượt qua thị trấn Montescudo, cách biên giới San Marino khoảng hai dặm. Cuộc tấn công chính đã mở rộng thành công vào sườn núi, và Sư đoàn 56 tiến quân được 1,6 km qua Croce, trước khi đánh thúc vào tối ngày 13; đêm đó, sư đoàn 4 của Ấn Độ đã giành được một chỗ đứng vững chắc ở phía nam Gemmano. Để rồi cuối cùng nơi đây bị Sư đoàn 46 và 4 của Ấn Độ đánh chiếm vào sáng ngày 15, nhân dịp này quân Anh đã chuẩn bị di chuyển về phía Montescudo và khai thác sự rối loạn của người Đức.

## Trận chiến

### Đồng Minh tiến vào San Marino
Sư đoàn 46 đánh chiếm Montescudo vào ngày 15, và ngày hôm sau Sư đoàn 56 tiến vào thị trấn Mulazzano, trực tiếp về phía bắc Montescudo và nằm gần biên giới. Cuộc chiến đấu đã bị dồn ép về phía tây kể từ đây, với Sư đoàn 56 trên sườn phía bắc và 46 ở phía nam; cả hai đều bị chặn lại bởi sức kháng cự quyết liệt của quân Đức. Vào đầu tháng 9, quân đội Đức vội vàng điều động một lực lượng mạnh vào San Marino để bảo vệ nước này chống lại quân Đồng Minh; đồng thời giúp cho họ nắm quyền kiểm soát một trong những con đường chính trong khu vực, và cho phép các quan sát viên pháo binh chiếm lĩnh những đỉnh núi. Lực lượng phòng thủ được chuyển từ Sư đoàn Bộ binh 278 của Đức, trong lúc Sư đoàn Ấn Độ số 4 được giao nhiệm vụ tấn công lực lượng này vào ngày 17.

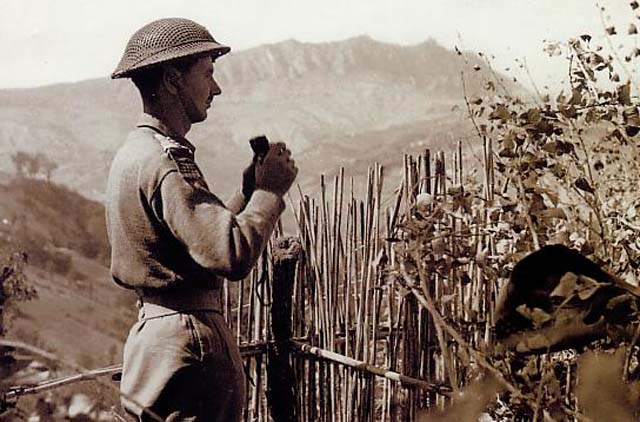
Binh lính Anh đang quan sát các vị trí của quân Đức gần San Marino

Thành phần chính của sư đoàn—Trung đoàn Baluchi số 10/3—đã vượt qua sông Marano trên biên giới phía đông vào đêm ngày 17, với đội Súng trường Gurkha số 9/1 tiến quân qua đây để tấn công hai cao điểm 343 và 366 ở gần Faetano. Những ngọn đồi nhỏ chỉ đứng sau sông đều được hai tiểu đoàn của Trung đoàn Lựu đạn 993 nắm giữ. Cao điểm đầu tiên là 343 bị chiếm vào lúc 5h, nhưng lực lượng chiếm đóng cứ điểm 366 đã phải rút về do thiếu hụt đạn dược. Binh sĩ Sher Bahadur Thapa của đội súng trường đã được trụy tặng huân chương Chữ thập Victoria vì một mình giữ vững được đỉnh đồi trong vòng hai tiếng đồng hồ, cho phép hai đại đội rút lui trong an toàn, trước khi anh này tử trận trong lúc cố gắng giải cứu một đồng đội Gurkha bị thương.
Cao điểm 343 được quân Đồng Minh nắm chắc trong tay qua ngày 18, đổi lại có 63 người thiệt mạng; vào buổi tối, một lực lượng xe tăng được triển khai tới đây và ổn định vị trí với sự yểm trợ của pháo binh. Trung đoàn Sikh số 11/4 di chuyển xung quanh đơn vị Gurkha về phía bắc, bao bọc lấy sườn phía bắc của điểm cao San Marino, và Lữ đoàn số 11 của sư đoàn đã vượt qua chỗ này để giúp bao vây thành phố. Tối ngày 19, lữ đoàn số 11 của Queen's Own Cameron Highlanders số 2 bắt đầu tấn công mãnh liệt vào các vùng ngoại ô của thành phố từ phía bắc, nhưng vào sáng sớm ngày 20 đã bị chặn lại bởi những vị trí phòng thủ ở phía tây bắc của thành phố, nơi có con đường phía trên một phần của thành phố nằm cao trên núi. Đội hình xe tăng di chuyển vào các vùng ngoại ô, trong khi một đại đội của Camerons leo lên dốc về hướng đỉnh trong cơn mưa lớn. Quân Đồng Minh cuối cùng cũng chiếm được thành phố này vào đầu giờ chiều, chỉ với 24 lính thiệt mạng và bắt giữ 54 người làm tù binh.
Vào ngày 21, quân Đồng Minh còn tuyển mộ lực lượng tự vệ địa phương nhằm giúp họ càn quét số quân Đức còn rải rác quanh đó, và Sư đoàn Ấn Độ số 4 bị thúc giục tiến về phía trước qua một cơn gió lớn và bước ra khỏi nước này.

## Hậu quả

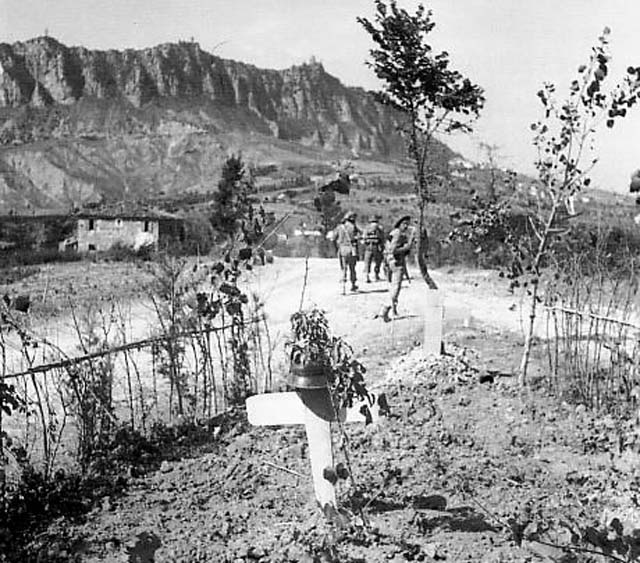
Quân Đồng Minh đi qua San Marino vào tháng 9 năm 1944

Quân đội Đồng Minh vẫn còn chiếm đóng San Marino trong một thời gian ngắn sau khi người Đức đầu hàng. Chiến tranh kết thúc được ít lâu sau vào tháng 10 năm 1945, chính phủ San Marino đã đưa ra yêu cầu số tiền 732 triệu lira cho chính phủ Anh để bồi thường chiến tranh, bao gồm 500 triệu lira được đưa ra như các chi phí liên quan đến cuộc giao tranh vào tháng 9 và 20 triệu lira như là chi phí của sự chiếm đóng. Chính phủ Anh đã bác bỏ tuyên bố này, cho rằng phía Đức đã vi phạm tính trung lập của San Marino trước khi quân Đồng minh tiến vào nước này, cho nên họ không phải chịu trách nhiệm về pháp lý; tuy vậy phía Anh cũng cung cấp một khoản tiền gratia cũ khoảng £ 26,000 liên quan đến vụ đánh bom tháng 6, sau đó tăng lên đến £ 80.000.
Cuộc chiến danh dự "San Marino" đã được trao cho ba đơn vị trong quân đội Anh—Trung đoàn Lincolnshire Hoàng gia, Trung đoàn York và Lancaster cùng Queen's Own Cameron Highlanders—và hai đơn vị quân đội Ấn Độ gồm Trung đoàn Súng trường Gurkha số 9/1 và Trung đoàn Sikh số 11/4. Cả ba trong số này về sau đã chiến đấu như một phần của Sư đoàn Ấn Độ số 4 trong cuộc tấn công chính, trong khi hai đơn vị đầu tiên đã có những tiểu đoàn trong một lữ đoàn của Sư đoàn 46.